# Chiara Moretti
Chiara Moretti (Siena, 8 de agosto de 1955-Florencia, 17 de mayo de 2023) fue una actriz y política italiana.

## Biografía
Fue conocida por Berlinguer ti voglio bene (1977), Chiedo asilo (1979) y Sogni d'oro (1981). 
Además de actriz fue una política, militando en la social derecha en los partidos políticos: Alianza Nacional y Hermanos de Italia. Durante varios años desde 2004 a 2014, fue concejala en el Distrito 5 de la Municipalidad de Florencia en Toscana.
Moretti falleció el 17 de mayo de 2023 a los 67 años, en Florencia.

## Filmografía
- 1977, Berlinguer ti voglio bene
- 1978, Vita da Cioni
- 1978, Un profesor singular
- 1979, Chiedo asilo
- 1981, Sueños dorados
- 1982, Il conte Tacchia
- 1983, Se tutto va bene siamo rovinati
- 1987, Strana la vita